# 趙崇信
趙崇信（1494年—1577年），字仲履，一字繼周，號東臺，廣東廣州府順德縣人，民籍，明朝政治人物。

## 生平
嘉靖七年（1528年）戊子科廣東鄉試第七十三名舉人。嘉靖十四年（1535年）中式乙未科會試第二百九十名，登第三甲第六名進士。授大理寺評事，歷官雲南布政司左參議、貴州按察司副使。歷參政，官至布政使。壽八十四。著有《東臺集》。
《顺德县志》：二白堂在龙头堡，明副使赵崇信建，祀封大理寺评事赵汝文。

## 家族
曾祖趙不側；祖父趙善敬；父趙汝旻，封大理寺評事；母周氏。严侍下。弟崇裸、崇彦。